# Pakistanische Frauen-Cricket-Nationalmannschaft gegen Irland in der Saison 2013
Die Tour der pakistanischen Cricket-Nationalmannschaft gegen Irland in der Saison 2013 fand in zwei Abschnitten vom 8. bis zum 19. Juli 2013 statt. Die internationale Cricket-Tour war Bestandteil der Internationalen Cricket-Saison 2013 und umfasste im ersten Abschnitt der in England ausgetragen wurde ein WODI und zwei WTwenty20s. Im zweiten Abschnitt in Irland wurden zwei WODIs und ein WTwenty20 ausgetragen. Im ersten Abschnitt gewann Pakistan die WODI-Serie mit 2–0 und die WTwenty20-Serie mit 1–0. Beim zweiten Abschnitt konnte Pakistan die WODI-Serie mit 1–0 und die WTwenty20-Serie mit 2–0 für sich entscheiden.

## Vorgeschichte
Pakistan bestritt zuvor eine Tour in England, für Irland war es die erste Tour der Saison. Das letzte Aufeinandertreffen der beiden Mannschaften bei einer Tour fand in der Saison 2009 in Irland statt.

## Stadien
Die folgenden Stadien wurden für die Touren als Austragungsort vorgesehen.
| Stadion                  | Stadt   | Land    | Kapazität | Spiele                |
| ------------------------ | ------- | ------- | --------- | --------------------- |
| Scorers                  | Shirley | England |           | 1. WODI; 1. & 2. WT20 |
| Observatory Lane         | Dublin  | Irland  |           | 2. WODI               |
| YMCA Cricket Club Ground | Dublin  | Irland  | 2.000     | 2. WODI; 1. WT20      |

## Kaderlisten
| WODI | WODI | WTwenty20 | WTwenty20 |
| Irland | Pakistan | Irland | Pakistan |
| --- | --- | --- | --- |
| - Isobel Joyce (K) - Laura Delany - Kim Garth - Cecelia Joyce - Shauna Kavanagh - Amy Kenealy - Louise McCarthy - Lucy O’Reilly - Eimear Richardson - Rebecca Rolfe - Melissa Scott-Hayward - Clare Shillington - Elena Tice - Mary Waldron (wk) | - Sana Mir (K) - Nain Abidi - Nida Dar - Batool Fatima (wk) - Asmavia Iqbal - Qanita Jalil - Iram Javed - Javeria Khan - Nahida Khan - Bismah Maroof - Javeria Rauf - Rabiya Shah - Sumaiya Siddiqi - Sadia Yousuf | - Isobel Joyce (K) - Laura Delany - Kim Garth - Cecelia Joyce - Shauna Kavanagh - Amy Kenealy - Louise McCarthy - Lucy O’Reilly - Eimear Richardson - Rebecca Rolfe - Melissa Scott-Hayward - Clare Shillington - Elena Tice - Mary Waldron (wk) | - Sana Mir (K) - Nain Abidi - Nida Dar - Batool Fatima (wk) - Asmavia Iqbal - Qanita Jalil - Iram Javed - Javeria Khan - Nahida Khan - Bismah Maroof - Javeria Rauf - Rabiya Shah - Sumaiya Siddiqi - Sadia Yousuf |

## Erster Abschnitt in England

### Women’s Twenty20 Internationals

#### Erstes WTwenty20 in Shirley
| 8. Juli Scorecard | Shirley | Irland 116-8 (20)              | – | Pakistan 117-6 (18.5) |
|                   |         | Pakistan gewinnt mit 4 Wickets |   |                       |

Irland gewann den Münzwurf und entschied sich als Schlagmannschaft zu beginnen.

#### Zweites WTwenty20 in Shirley
| 8. Juli Scorecard | Shirley | Irland 119-6 (20)               | – | Pakistan 123-0 (18.2) |
|                   |         | Pakistan gewinnt mit 10 Wickets |   |                       |

Irland gewann den Münzwurf und entschied sich als Schlagmannschaft zu beginnen.

### Women’s One-Day International in Shirley
| 10. Juli Scorecard | Shirley | Irland 94 (40.2)               | – | Pakistan 97-2 (20) |
|                    |         | Pakistan gewinnt mit 2 Wickets |   |                    |

Pakistan gewann den Münzwurf und entschied sich als Feldmannschaft zu beginnen.

## Zweiter Abschnitt in Irland

### Women’s Twenty20 Internationals in Dublin
| 16. Juli Scorecard | Dublin (YMCA) | Pakistan 148-7 (20)          | – | Irland 110 (18.1) |
|                    |               | Pakistan gewinnt mit 38 Runs |   |                   |

Pakistan gewann den Münzwurf und entschied sich als Schlagmannschaft zu beginnen.

### Women’s One-Day Internationals

#### Erstes WODI in Dublin
| 17. Juli Scorecard | Dublin (OL) | Pakistan 280-7 (50)           | – | Irland 123 (32.5) |
|                    |             | Pakistan gewinnt mit 157 Runs |   |                   |

Pakistan gewann den Münzwurf und entschied sich als Schlagmannschaft zu beginnen.

#### Zweites WODI in Dublin
| 19. Juli Scorecard | Dublin (YMCA) | Pakistan 248 (49.1)          | – | Irland 159 (43.1) |
|                    |               | Pakistan gewinnt mit 89 Runs |   |                   |

Pakistan gewann den Münzwurf und entschied sich als Schlagmannschaft zu beginnen.